# Håndpant
Håndpant er en form for løsørepant, hvor skyldneren berøves dispositionsmuligheden over den pantsatte genstand. Den pantsatte genstand overgives typisk til panthaveren.
Rådighedsberøvelse skal være effektiv, dvs. skyldneren må ikke lejlighedsvis bruge genstanden, fx i tilfælde af en pantsat bil må denne ikke bruges af pantsætteren. Hvis denne sikringsakt ikke er iagttaget, er håndpantsætningen ikke gyldig. Aftaler parterne en håndpantsætning uden at iagttage rådighedsberøvelsen, har kreditor således ingen håndpant i den aftalte løsøregenstand.
Når skyldneren/pantsætteren fuld og helt har betalt den fordring, som pantet skal tjene som sikkerhed for, skal han naturligvis have den pantsatte genstand tilbage fra panthaveren.